# Croce di Pribina
La croce di Pribina (in slovacco: Pribinov kríž) è una decorazione al merito conferita dalla Slovacchia, a partire dal 1994. Richiama un'analoga decorazione conferita dalla Prima repubblica slovacca fino al 1945: l'ordine del principe Pribina; entrambe le decorazioni prendono nome dal principe medievale Pribina. 
La croce di Pribina e la croce di Milan Rastislav Štefánik sono a tutti gli effetti veri e propri ordini cavallereschi, in tutto tranne che nel nome.  
La croce di Pribina, come le altre onorificenze slovacche è concessa dal presidente della Repubblica su proposta del Consiglio nazionale della Repubblica Slovacca o del governo, o anche motu proprio.

## Classi
L'ordine è conferito in tre classi.
| I classe | II classe | III classe |
| -------- | --------- | ---------- |
|          |           |            |